# Pilas (Costa Rica)
Pilas es un distrito del cantón de Buenos Aires, en la provincia de Puntarenas, de Costa Rica.

## Historia
Pilas fue creado el 20 de enero de 1968 por medio de Decreto 7. Segregado de Buenos Aires.

## Geografía
Pilas cuenta con un área de 114,81 km² y una altitud media de 250 m s. n. m.

## Demografía
Para el año 2022, Pilas cuenta con una población estimada de 1522 habitantes, y para el último censo efectuado, en 2011, Pilas contaba con una población de 1659 habitantes.

## Localidades
- Poblados: Alto Pilas, Bajo Pilas, Bijagual, Ceibón, Concepción (La Danta), Dibujada, Fortuna, La Gloria (Los Mangos), Laguna, Ojo de Agua, Paso La Tinta, Pueblo Nuevo, Sabanas (Barranco parte), Silencio, Tumbas.